# Ecuadoraans voetbalelftal in 2012
Het Ecuadoraans voetbalelftal speelde in totaal acht interlands in het jaar 2012, waaronder zes duels in de kwalificatiereeks voor het WK voetbal 2014 in Brazilië. De selectie stond onder leiding van de Colombiaanse bondscoach Reinaldo Rueda. Doelman Alexander Domínguez stond in alle acht duels in de basisopstelling.

## Balans
| Wedstrijden | Wedstrijden | Wedstrijden | Wedstrijden | Doelpunten | Doelpunten | Doelpunten | Punten |
| Gespeeld    | Winst       | Gelijk      | Verlies     | Voor       | Tegen      | Saldo      | Punten |
| ----------- | ----------- | ----------- | ----------- | ---------- | ---------- | ---------- | ------ |
| 8           | 5           | 3           | 1           | 12         | 7          | +5         | 1.625  |

## Interlands
|                                                        |                                 |       |          |                                                                                          |
| 29 februari Vriendschappelijk № 444 «onderlinge duels» | Ecuador                         | 2 – 0 | Honduras | Estadio George Capwell, Guayaquil Toeschouwers: 6.000 Scheidsrechter: Imer Machado (COL) |
| 29 februari Vriendschappelijk № 444 «onderlinge duels» | Jaime Ayoví 16' Jaime Ayoví 70' |       |          | Estadio George Capwell, Guayaquil Toeschouwers: 6.000 Scheidsrechter: Imer Machado (COL) |

|                                                           |                                                                        |       |         |                                                                                      |
| 2 juni WK-kwalificatie № 445 «onderlinge duels» 20:00 uur | Argentinië                                                             | 4 – 0 | Ecuador | El Monumental, Buenos Aires Toeschouwers: 56.000 Scheidsrechter: Víctor Rivera (PER) |
| 2 juni WK-kwalificatie № 445 «onderlinge duels» 20:00 uur | Kun Agüero 20' Gonzalo Higuaín 30' Lionel Messi 31' Ángel Di María 76' |       |         | El Monumental, Buenos Aires Toeschouwers: 56.000 Scheidsrechter: Víctor Rivera (PER) |

|                                                            |                      |       |          |                                                                                            |
| 10 juni WK-kwalificatie № 446 «onderlinge duels» 16:00 uur | Ecuador              | 1 – 0 | Colombia | Estadio Olimpico Atahualpa, Quito Toeschouwers: 26.000 Scheidsrechter: Wilson Seneme (BRA) |
| 10 juni WK-kwalificatie № 446 «onderlinge duels» 16:00 uur | Cristian Benítez 54' |       |          | Estadio Olimpico Atahualpa, Quito Toeschouwers: 26.000 Scheidsrechter: Wilson Seneme (BRA) |

|                                                        |                                                        |       |       |                                                                             |
| 15 augustus Vriendschappelijk № 447 «onderlinge duels» | Ecuador                                                | 3 – 0 | Chili | City Field, New York Toeschouwers: 5.000 Scheidsrechter: Terry Vaughn (USA) |
| 15 augustus Vriendschappelijk № 447 «onderlinge duels» | Narciso Mina 10' Jaime Ayoví 14' Jefferson Montero 66' |       |       | City Field, New York Toeschouwers: 5.000 Scheidsrechter: Terry Vaughn (USA) |

|                                                      |                             |       |         |                                                                                        |
| 7 september WK-kwalificatie № 448 «onderlinge duels» | Ecuador                     | 1 – 0 | Bolivia | Estadio Olimpico Atahualpa, Quito Toeschouwers: 30.000 Scheidsrechter: Juan Soto (VEN) |
| 7 september WK-kwalificatie № 448 «onderlinge duels» | Geovanny Caicedo 74' (pen.) |       |         | Estadio Olimpico Atahualpa, Quito Toeschouwers: 30.000 Scheidsrechter: Juan Soto (VEN) |

|                                                                 |                    |       |                          |                                                                                           |
| 11 september WK-kwalificatie № 449 «onderlinge duels» 20:30 uur | Uruguay            | 1 – 1 | Ecuador                  | Estadio Centenario, Montevideo Toeschouwers: 30.000 Scheidsrechter: Carlos Amarilla (PAR) |
| 11 september WK-kwalificatie № 449 «onderlinge duels» 20:30 uur | Edinson Cavani 68' |       | 8' (pen.) Felipe Caicedo | Estadio Centenario, Montevideo Toeschouwers: 30.000 Scheidsrechter: Carlos Amarilla (PAR) |

|                                                               |                                                            |       |                                |                                                                                          |
| 11 oktober WK-kwalificatie № 450 «onderlinge duels» 16:00 uur | Ecuador                                                    | 3 – 1 | Chili                          | Estadio Olimpico Atahualpa, Quito Toeschouwers: 37.500 Scheidsrechter: Heber Lopes (BRA) |
| 11 oktober WK-kwalificatie № 450 «onderlinge duels» 16:00 uur | Felipe Caicedo 33' Felipe Caicedo 56' Segundo Castillo 90' |       | 25' (e.d.) Juan Carlos Paredes | Estadio Olimpico Atahualpa, Quito Toeschouwers: 37.500 Scheidsrechter: Heber Lopes (BRA) |

|                                                               |                |       |                      |                                                                                                  |
| 16 oktober WK-kwalificatie № 451 «onderlinge duels» 18:00 uur | Venezuela      | 1 – 1 | Ecuador              | Estadio José Anzoátegui, Puerto La Cruz Toeschouwers: 40.000 Scheidsrechter: Néstor Pitana (ARG) |
| 16 oktober WK-kwalificatie № 451 «onderlinge duels» 18:00 uur | Juan Arango 6' |       | 24' Segundo Castillo | Estadio José Anzoátegui, Puerto La Cruz Toeschouwers: 40.000 Scheidsrechter: Néstor Pitana (ARG) |

## FIFA-wereldranglijst
| JAN | FEB | MAR | APR | MEI | JUN | JUL | AUG | SEP | OKT | NOV | DEC |
| --- | --- | --- | --- | --- | --- | --- | --- | --- | --- | --- | --- |
| 42  | 40  | 39  | 37  | 37  | 36  | 27  | 20  | 17  | 20  | 17  | 13  |

## Statistieken
| Alexander Domínguez   | 1987-06-05 | LDU Quito               | 8 | 0 | 0 | 9  | 0  |
| Verdediging           |            |                         |   |   |   |    |    |
| Walter Ayoví          | 1979-08-11 | CF Monterrey            | 7 | 1 | 0 | 75 | 7  |
| Frickson Erazo        | 1988-05-05 | Barcelona Sporting Club | 7 | 0 | 0 | 21 | 1  |
| Jairo Campos          | 1984-07-18 | Barcelona Sporting Club | 5 | 0 | 0 |    |    |
| Gabriel Achilier      | 1985-03-24 | Club Sport Emelec       | 4 | 2 | 0 | 13 | 0  |
| Jorge Guagua          | 1981-09-28 | CF Atlante              | 2 | 1 | 0 | 43 | 2  |
| Renato Ibarra         | 1991-01-20 | Vitesse                 | 1 | 2 | 0 | 4  | 0  |
| Diego Calderón        | 1986-10-26 | LDU Quito               | 1 | 1 | 0 | 5  | 0  |
| Middenveld            |            |                         |   |   |   |    |    |
| Segundo Castillo      | 1982-05-15 | Puebla FC               | 7 | 0 | 2 |    |    |
| Juan Carlos Paredes   | 1987-07-08 | Deportivo Quito         | 6 | 0 | 0 | 21 | 0  |
| Luis Antonio Valencia | 1985-08-04 | Manchester United       | 6 | 0 | 0 | 55 | 6  |
| Luis Saritama         | 1983-10-20 | Deportivo Quito         | 5 | 1 | 0 | 41 | 0  |
| Jefferson Montero     | 1989-09-01 | Monarcas Morelia        | 4 | 3 | 1 | 24 | 5  |
| Christian Noboa       | 1985-04-09 | Dinamo Moskou           | 3 | 1 | 0 | 26 | 2  |
| Joao Rojas            | 1989-06-14 | Monarcas Morelia        | 3 | 1 | 0 | 17 | 1  |
| Oswaldo Minda         | 1983-07-26 | Chivas USA              | 1 | 2 | 0 | 16 | 0  |
| Michael Arroyo        | 1987-04-23 | Barcelona Sporting Club | 1 | 1 | 0 | 18 | 2  |
| Michael Quiñónez      | 1984-06-21 | Barcelona Sporting Club | 1 | 0 | 0 |    |    |
| David Quiroz          | 1982-09-08 | CF Atlante              | 1 | 0 | 0 |    |    |
| Dennys Quiñónez       | 1992-03-12 | El Nacional             | 0 | 2 | 0 | 3  | 0  |
| Edison Méndez         | 1979-03-16 | LDU Quito               | 0 | 1 | 0 |    |    |
| Enner Valencia        | 1989-11-04 | Club Sport Emelec       | 0 | 1 | 0 | 1  | 0  |
| Aanval                |            |                         |   |   |   |    |    |
| Cristian Benítez      | 1986-05-01 | Club América            | 6 | 1 | 1 | 54 | 22 |
| Jaime Ayoví           | 1988-02-21 | Al-Nassr                | 4 | 3 | 3 |    |    |
| Felipe Caicedo        | 1988-09-05 | Lokomotiv Moskou        | 2 | 1 | 4 |    |    |
| Narciso Mina          | 1982-11-25 | Club América            | 2 | 1 | 1 |    |    |
| Christian Suárez      | 1985-11-02 | CF Pachuca              | 1 | 1 | 0 |    |    |
| Juan Luis Anangonó    | 1989-04-13 | Argentinos Juniors      | 0 | 1 | 0 | 1  | 0  |